# Webs.com
Webs (conhecido antes por FreeWebs) é um serviço na internet de alojamento de sites.
Atualmente está a disposição para criar e personalizar sites.
Atualmente, seu site oficial conta com 11 idiomas, não incluindo o português.